# Manuel Veas
Manuel Veas Rodríguez (Iquique, 1953 - Iquique, 18 de julio de 2018) fue un músico y compositor chileno. 

## Biografía
Veas formaba parte del conjunto iquiqueño Calichal  y compuso en 1983 La Reina del Tamarugal. El 18 de febrero de 1985 logró el primer lugar en el Festival de Viña del Mar con esta canción, inspirada en la pura fe popular y su devoción a la Virgen del Carmen. El tema alcanzó una gran popularidad y se convirtió en un himno en las festividades en honor a la Carmelita, en la fiesta de La Tirana.
Veas se le diagnosticó una diabetes, causa de la cual se le amputaron las dos piernas y quedó ciego por un glaucoma en sus últimos años. Falleció en el Hospital Regional de Iquique de una parada cardiorrespiratoria producto de una diabetes.